# Engodactylactis formosa
Engodactylactis formosa är en korallart som först beskrevs av Gravier 1920.  Engodactylactis formosa ingår i släktet Engodactylactis och familjen Cerianthidae. Inga underarter finns listade i Catalogue of Life.